# Zoran Stefanović
Zoran Stefanović (Loznica, 21 novembre 1969) è un drammaturgo, scrittore, sceneggiatore e fumettista serbo che lavora per teatro, cinema e fumetto.
È il presidente dell'Associazione dei drammaturghi della Serbia (2022). 

## Biografia
Ha studiato presso l'Accademia di Arte Drammatica di Belgrado. Fra i suoi lavori principali si possono citare Slovenski Orfej (Orfeo slavo, dramma), Third Argument (fumetti) e The Comics We Loved: Selection of 20th Century Comics and Creators from the Region of Former Yugoslavia (monografia).

## Opere
(non esaustivo)
Drammi e seriali radiofonici
- Ostrvska priča, 1987.
- Tristia, prvomajska pesmica, 1990.
- Vikend sa Marijom Broz, 1990.
- Slovenski Orfej, 1992.
- Skaska o kosmičkom jajetu, 1992.
- Tačka susreta, 1992.
- Sneg nije beo, 2009.

Libri di drammi
- Slovenski Orfej i druge drame, Znak Sagite, Belgrado, 1995.

Novelli
- Verigaši, roman o našima, Everest media, Belgrado, 1993, 2012.

Fumetti
- Third Argument (Treći argument) con Milorad Pavić (scrittore) e Zoran Tucić (illustratore)
  - album, serba e inglese, Bata-Orbis, Belgrado-Limasol, 1995;
  - inglese, rivista Heavy Metal Magazine, New York, 1998/1999/2000.
- Pod vučjim žigom, illustratore Antoan Simić
  - Stripmania, rivista, Belgrado, 1996.
- Knez Lipen, illustratore Siniša Banović
  - Parabellum, rivista, Sarajevo, 2012.

Storia ed estetica del fumetto
- The Comics We Loved: Selection of 20th Century Comics and Creators from the Region of Former Yugoslavia (Stripovi koje smo voleli: izbor stripova i stvaralaca sa prostora bivše Jugoslavije u XX veku), con Živojin Tamburić, Zdravko Zupan et Paul Gravett, Omnibus, Belgrado, 2011. (serbo e inglese)

## Filmografia

### Sceneggiatore
- 1987 : Pozdravi sve koji pitaju za mene (collaboratore)
- 1992 : Slovenski Orfej
- 1993 : "Janusovo lice istorije" 1-3 (serie di mini-documentari)
- 1995 : Uske staze
- 2005 : Životi Koste Hakmana (Le vite di Kosta Hakman)
- 2011 : Music of Silence

### Produttore
- 2000 : Moj mrtvi grad
- 2005 : Životi Koste Hakmana

### Casting
- 2008 : Largo Winch (associato al casting: Serbia)